# D-アラニル-D-アラニンリガーゼ
D-アラニル-D-アラニンリガーゼ(D-alanine-D-alanine ligase、EC 6.3.2.4)は、以下の化学反応を触媒する酵素である。
ATP + 2 D-アラニン{\displaystyle \rightleftharpoons }ADP + リン酸 + D-アラニル-D-アラニン
従って、この酵素の基質はATPとD-アラニンの2つ、生成物はADPとリン酸とD-アラニル-D-アラニンの3つである。
この酵素はリガーゼ、特に酸-D-アミノ酸リガーゼ（ペプチドシンターゼ）に分類される。系統名は、D-アラニン:D-アラニン リガーゼ (ADP形成)(D-alanine:D-alanine ligase (ADP-forming))である。他に、alanine:alanine ligase (ADP-forming)、alanylalanine synthetase等とも呼ばれる。この酵素は、D-アラニンの代謝及びペプチドグリカンの生合成に関与している。ホスフィン酸とD-シクロセリンは、この酵素の酵素阻害剤として知られている。
D-アラニル-D-アラニンリガーゼのN末端は基質結合領域、C末端は触媒ドメイン領域と考えられている。

## 構造
2007年末時点で、8個の構造が解明されている。蛋白質構造データバンクのコードは、1EHI、1IOV、1IOW、2DLN、2FB9、2I80、2I87及び2I8Cである。

## 関連文献
- Ito, E and Strominger JL (1962). “Enzymatic synthesis of the peptide in bacterial uridine nucleotides II. Enzymatic synthesis and addition of D-alanyl-D-alanine”. J. Biol. Chem. 237:  2696–2703.
- Neuhaus FC (1962). “Kinetic studies on D-Ala-D-Ala synthetase”. Fed. Proc. 21:  229.
- van Heijenoort J (2001). “Recent advances in the formation of the bacterial peptidoglycan monomer unit”. Nat. Prod. Rep. 18 (5):  503–19. doi:10.1039/a804532a. PMID 11699883.